# Голобоков, Геннадий Григорьевич
Генна́дий Григо́рьевич Голобо́ков (16 февраля 1935, Малая Быковка, Саратовский край — 17 мая 1978, Балаково, Саратовская область) — советский художник-космист и поэт. С детства увлекался астрономией, очень любил рисовать, играл на скрипке, на гармошке. В 16 лет получил серьёзную травму, неудачно нырнув с крутого берега реки, вызвавшую полную неподвижность на всю жизнь.
Работал лёжа на спине, причём едва дотягивался до середины холста — чтобы художник мог нарисовать верхнюю часть, ему переворачивали полотно «вверх ногами».
Работы раннего периода — это художественная летопись родных мест и отражение истории, но по-настоящему творческие возможности художника раскрылись в научно-фантастической тематике. С 1958 года участвует во Всесоюзных выставках самодеятельных художников, становится лауреатом Всесоюзного фестиваля самодеятельного творчества. При этом никто из жюри не знал о его болезни, на чём настаивал сам художник. В 1973 году на Международной выставке научно-фантастической живописи «Космос завтрашнего дня» жюри под председательством А. Леонова присудило Голобокову диплом I степени.
Картины Голобокова экспонировались на выставках научно-фантастической живописи во многих городах Советского Союза и за рубежом, две картины находятся в центре космонавтики в Хьюстоне (США).
Умер внезапно, с карандашом в руках, 17 мая 1978 года.